# Hotel Kaisershof (Hamburg)

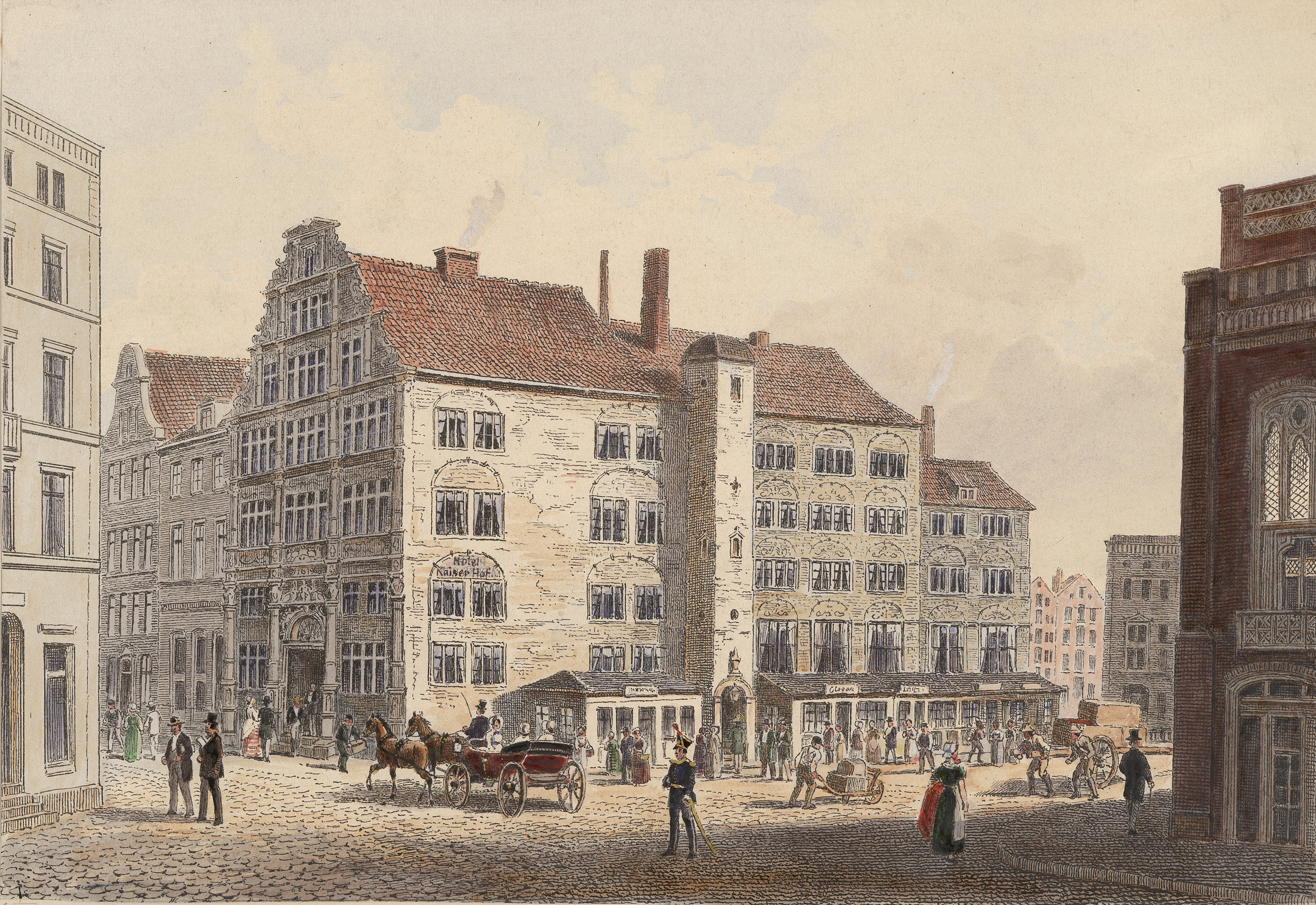
Das Hotel Kaisershof, 1845. Rechts am Rand eine Ecke des Patriotischen Gebäudes

Der ehemalige Gasthof Kaisershof in Hamburg, später als Hotel Kaisershof (Hôtel zum Kaisershof, manchmal auch Kaiserhof)  bezeichnet, war 1619 zunächst als großbürgerliches Palais erbaut worden. 1726 kaufte die Stadt das Gebäude, „um ein vornehmes Gasthaus für hohe Gäste zu haben“.
Der Kaisershof zählte zu den bedeutenderen privaten Renaissance-Bauten und zeitweise zu den führenden Hotels der Hansestadt. 1873 abgerissen, blieb die aufwendig gestaltete Fassade der Giebelseite durch Versetzung in das Museum für Kunst und Gewerbe Hamburg erhalten.

## Lage und Gebäude
Die giebelständige Schmalseite des Gebäudes stand am Neß (zuletzt Hausnummer 10) in der Altstadt schräg gegenüber der 1619 gegründeten Hamburger Bank. Die Längsseite war der Straße Trostbrücke (ehemals auch Rathaus/Bei dem alten Rathaus) und dem alten Hamburger Rathaus zugewandt und rückwärtig befand sich an Trostbrücke und Nikolaifleet die alte Börse.
Die architektonische Besonderheit des Gebäudes war seine Sandsteinfassade im reinen Renaissance-Stil, mit zahlreichen Steinmetzarbeiten und Reliefbildern an der Giebelseite (Breite: etwa 9,50 m Längsseite: etwa 35 m), die auf flämisch-niederländische Einflüsse zurückgeht. Nachdem das Haus in den Besitz der städtischen Kämmerei gelangte, fertigte Johann Leonhard Prey ein Gutachten über den Zustand des Gebäudes an, in dem er eine Erneuerung des Portals und die Abnahme der ursprünglich auf den Giebel gesetzten Kugeln und Pyramiden empfahl. Diese Giebelzier ist seit der Instandsetzung durch den städtischen Bauhof nicht mehr vorhanden. Im Gegensatz zur Schauseite war die traufseitige Fassade, mit dem vortretenden Turm, als einfachere Ziegelfassade mit wenigen Ornamenten in den Rundbögen über den paarweise angeordneten Fenstern ausgeführt.
1873 wurde das Gebäude abgerissen, nachdem zuvor die Giebelseite Stein für Stein abgetragen und im nördlichen Innenhof des Museum für Kunst und Gewerbe in St. Georg wieder aufgebaut worden war. Sie ist damit heute die älteste erhaltene Fassade eines profanen Bauwerkes aus dem Bereich der Altstadt. Zudem die einzig erhaltene steinerne Renaissancefassade eines bürgerlichen Wohnhauses aus der ersten Hälfte des 17. Jahrhunderts, da die wenigen erhaltenen Häuser dieser Zeit, wie die Krameramtsstuben in der Neustadt (in Teilen aus Gartenhäusern der Zeit um 1620 entstanden, älteste Häuser der alten Hamburger Kernstadt aus Alt- und Neustadt) in Sichtfachwerk ausgeführt sind.

## Gasthaus und Wechselstube

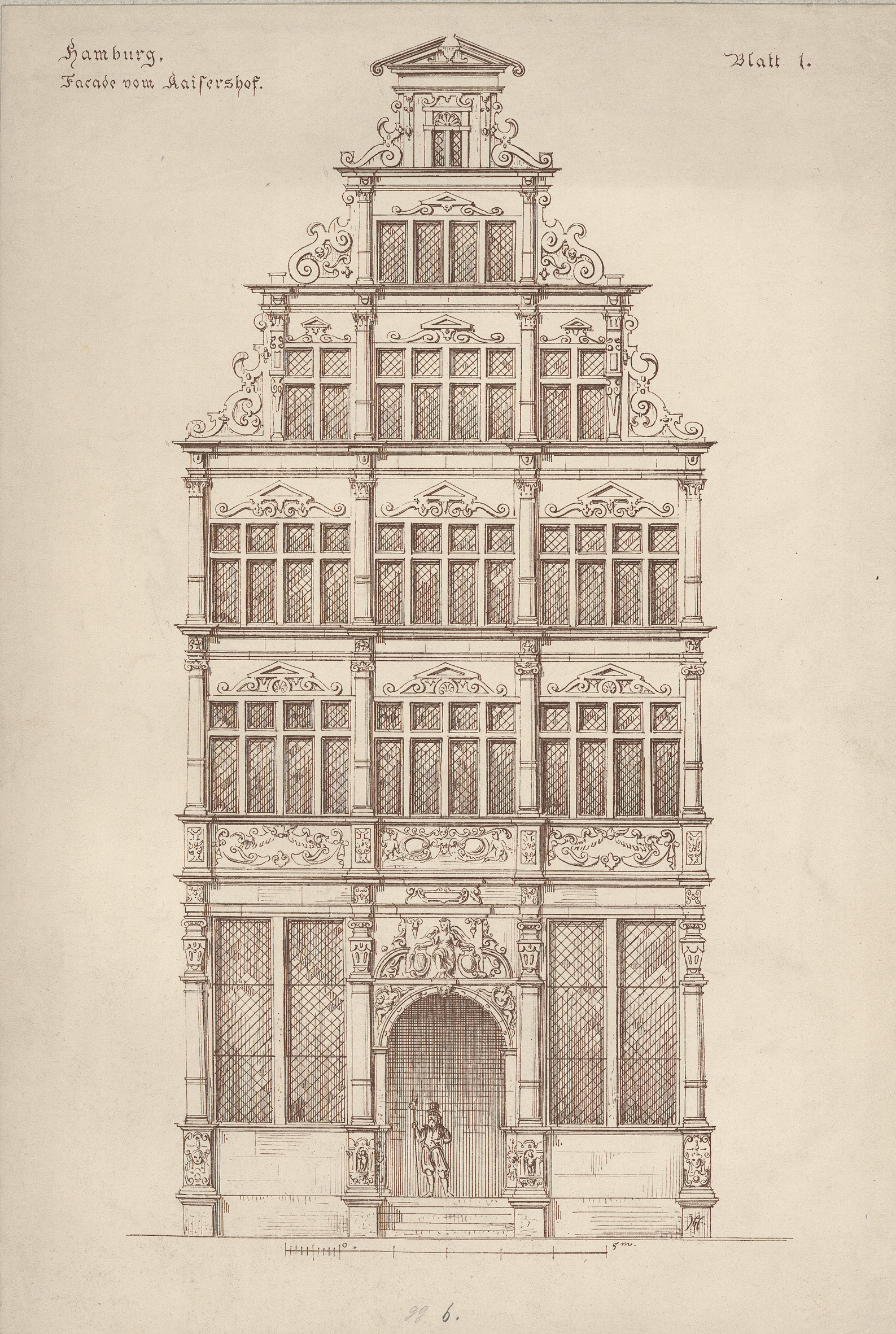
Die Renaissance-Fassade des Kaisershofes, etwa um 1790

Bereits im Zusammenhang des Ausbaus und der Verschönerung des Rathauses zur Mitte des 17. Jahrhunderts war der Vorschlag gemacht worden, das Haus der Erben derer von Holten anzukaufen um darauf einen größeren Platz vor der Rathausfront anzulegen. Tatsächlich erstand die freie Stadt Hamburg das Haus im alten wirtschaftlichen und politischen Zentrum Hamburgs erst 1726 als Gasthaus für vornehme Reisende. Kurzzeitig war von November 1726 bis Januar 1727 auch ein Wechselbüro im Kaisershof eingerichtet worden, um Geschäftemacherei im Umtausch fremder Kleinmünzen mit der neuen Courantmark der Hamburger Courantbank zu verhindern und dieses Geld an die Leute zu bringen. Da die Stadt „für hohe Gäste“ etwas anbieten wollte, erhielt der Pächter des Kaisershofes die ausdrückliche Genehmigung, „im Winter maskierte Bälle durchzuführen“, auch durfte „jede Kammer einen Ofen haben“, eine feuerpolizeiliche Besonderheit.

## Freimaurer und „Ältestes Logenhaus Deutschlands“
In dieser Umgebung verkehrten und versammelten sich Freimaurer: Im Jahr 1743 wurde dort die „Loge St. Georg zum Kaiserhof Hamburg, No. 196“ nach klassisch-englischem Freimaurer-Brauch gegründet. Pächter des Hotels war damals François Guillaumot, der auch Logenbruder wurde. Die Loge war eine sogenannte Tochterloge der ältesten Loge Deutschlands, die 1737 in der Weinstube „d’Angleterre“ in der Bäckerstrasse zunächst ohne besonderen Namen gegründet worden war, sie nannte sich danach selbst für einige Jahre „Loge d’Hambourg“, ab 1743 Absalom.  Zur späteren Sozialstruktur der im Kaiserhof verkehrenden Mitglieder der Loge St. Georg schreibt Appel: „Typisch eine Aufstellung aus dem Jahr 1760, als St. Georg 117 Mitglieder zählte. Davon waren 38 adelige Kavaliere, 3 Grafen, 9 Barone, 31 Herren mit der Standesbezeichnung ‚von‘, 6 Offiziere, 12 Gelehrte mit akademischer Bildung und 18 Kaufleute.“ Mit seiner im Museum für Kunst und Gewerbe konservierten Giebelseite, ist der Kaisershof das älteste (zumindest in Resten) erhaltene Logenhaus der deutschen Freimaurer.

## Gerichtssitz
1757 zog das Niederngericht vorübergehend auf Kaisershof, da der 200 Jahre lang als Gerichtsstätte genutzte Anbau des Rathauses abgerissen wurde. Der für das Niederngericht neu erstellte Rathausanbau wurde 1759 bezogen.

## Nutzung des Hotels im 19. Jahrhundert
Auch im 19. Jahrhundert wurde das städtische Gebäude als Hotel betrieben. Während des Großen Brandes 1842 fing der Dachstuhl des Hauses mehrfach Feuer. Während zwei neben dem Kaisershof liegende Häuser unbewohnbar wurden, konnte der Kaisershof und andere im Neß gerettet werden. Gleichwohl war die Umgebung mit Börse, Rathaus und Bank vollkommen zerstört. Anstelle des alten Rathauses entstand die Straßenverbindung zum neuen Börsengebäude (Börsenbrücke) und das Gebäude der Patriotischen Gesellschaft, die bereits zuvor auch den Kaisershof genutzt hatten. Im 19. Jahrhundert diente der Kaisershof auch als „Patriotisches Gebäude“.
Nach dem Stadtbrand stand der zwar als sehenswert, jedoch altertümlich empfundene Kaisershof in Konkurrenz zu den neuen vornehmen Hotels, die besonders im Bereich der bereits zuvor bevorzugten Straßen an der Binnenalster entstanden. 1871 wurde das Gebäude „zum Abbruch“ an die zu dieser Zeit in Hamburg gegründete „Commerz- und Diskontbank“ verkauft, die dort und auf den Nachbargrundstücken ein Bankgebäude errichtete, das mehrfach erweitert bis 2016 von der Commerzbank genutzt und 2023 abgerissen wurde.